# See What a Fool I’ve Been
A See What a Fool I’ve Been dal a brit Queen együttestől. Eredetileg Brian May gitáros írta még az 1960-as évek végén, előző együttesének, a Smile-nak.
Később a Queen koncertein is elhangzott, és 1973 augusztusában a Queen II album üléseinek részeként ezt a dalt is felvették. A Queen II-re azonban nem került fel, vannak olyan nézetek, mely szerint azért, mert nem illett bele az album eltérő hangulatú oldalainak koncepciójába. 1974. február 23-án a Seven Seas of Rhye kislemez B-oldalán jelent meg. Később felkerült a The Complete Works válogatásra mint B-oldalas dal, valamint a Queen II 1991-es újrakiadására, mint bónuszdal.
May később úgy nyilatkozott, hogy egy régi blues dal átdolgozása, bár nem emlékezett arra, hogy melyiké, mert a felvételkor csak a riffre és a szöveg egy töredékére emlékezett:
Ez a dal szintén egy rejtély maradt a számomra az évek során. Egy öreg blues számon alapul. Amikor megpróbáltam kideríteni az eredeti íróját, régen, és néhány évvel később is kudarcot vallottam. Emlékeim szerint egy TV műsorban hallottam játszani, azt hiszem Muddy Waterstől. A Queen felvételen csak visszaemlékeztem a dalra, és a maradványaiból építkeztem, különösen a szöveg esetében.
A dalnak később készültek BBC stúdióbeli felvételei, ahol a szövegben kisebb eltérések vannak, ezek miértjére sosem derült fény. A koncerteken előadott verzió szövege ugyancsak különbözik mind a B-oldalas verziótól, mind a BBC verziótól.
2004-ben Brian egyik rajongója felfedezte, hogy a dal Sonny Terry és Brownie McGhee That’s How I Feel című művén alapul, bár a hasonlóság olyan csekély a két mű között, hogy nem lehet feldolgozásról beszélni. Miután a rajongó felvette vele a kapcsolatot, Brian May is igazolta a tényt.
A korai 1970-es években, 1975-ig bezárólag ritkán előadták a koncerteken. Egyike volt a ritka blues alapú élő dalaiknak, ennek megfelelően szokásuktól eltérően az előadásba kisebb improvizációt is belevittek, valamint alkalmanként a szövegen is változtattak.